# 민다선
민다선(본명:민경옥- 1954년 1월 23일(음))은 대학교수이자 시인이다.
전남 해남에서 아버지 민승일옹과 어머니 임귀례여사 사이에서 태어났으며 조선대학교 부속고등학교, 신구대학 물리치료학과,서울대학교 보건대학원(1983, 보건학석사),인천대학교 대학원(1994년, 이학박사)등을 졸업하고 동남보건대학, 신구대학교수를 거쳐 1994년부터 현재까지 용인대학교 보건복지대학 물리치료학과에 재직중이다. 용인대학교에서는 자연과학대학장(2004년~2008년), 보건복지대학장(2008년~2010년 )등을 역임하였으며 현재는 재활보건과학대학원장(2010년~ )으로 재직중이다.
1975년 한국문인협회 성남시 지부 창립회원으로 문인협회 가입하였다. 시 전문동인지 ‘씨아문학’회장겸 발행인으로 작품활동(1975년 ~ 1984년)했다. 2003년에 월간 한국시 신인상을 수상하였으며, 월간 한국시 ‘이달의 시인’으로 선정되었다. 월간 한국시에 ‘비밀번호’ 등 작품 발표(2008년 6월),시.산문집 ‘사랑이 손짓하면 무덤속에서라도 일어서라’(2009년 2월, 하늘뜨락)를 발간하였으며 '영혼을 노래하는 이 시대의 마지막 시인'이라는 평을 받고 있다. 청년시절에는 민영학이라는 필명으로 활동하다가 한국시를 통해 문단에 등단하면서 민다선이라는 필명을 사용하고 있다. '2009 한국시문학대상'을 수상했다(2009년 12월).
고향인 땅끝마을을 노래한 시편 등으로 인하여 '땅끝마을의 시인'으로 널리 알려져 있으며 대표작으로는 땅끝마을, 고천암 하구에 서면, 어은포구에 가면, 동강 등이 있다. 2005년부터 현재까지 시 전문 다움 카페 ‘민다선의 땅끝마을 바람소리’를 운영 중에 있다..